# 제1대 애슬론 백작 알렉산더 케임브리지
제1대 애슬론 백작 알렉산더 케임브리지(영어: Alexander Cambridge, 1st Earl of Athlone, KG, GCB, GCMG, GCVO, FRS, 1874년 4월 14일 ~ 1957년 1월 16일)는 영국의 육군 군인이자 정치가이다. 올버니 공작 레오폴드의 사위이다. 테크의 메리의 동생이다.
1894년부터 1931년까지 영국 육군에서 복무했으며(예비역 소장), 1940년부터 1946년까지 제16대 캐나다 총독을 지냈다.

## 서훈
- 1898년 로열 빅토리아 훈장 2등급(KCVO, 작위급 훈장)
- 1910년 로열 빅토리아 훈장 1등급(GCVO, 작위급 훈장)
- 1913년 바스 훈장 1등급(GCB, 작위급 훈장)
- 1917년 세인트마이클앤드세인트조지 훈장 3등급(CMG)
- 1917년 백작위(1st Earl of Athlone) 서임
- 1923년 세인트마이클앤드세인트조지 훈장 2등급(KCMG, 작위급 훈장)
- 1928년 가터 훈장
- 1936년 세인트마이클앤드세인트조지 훈장 1등급(GCMG, 작위급 훈장)